# Synarmadillo parvulus
Synarmadillo parvulus är en kräftdjursart som beskrevs av Helmut Schmalfuss och Franco Ferrara 1983. Synarmadillo parvulus ingår i släktet Synarmadillo och familjen Armadillidae. Inga underarter finns listade i Catalogue of Life.